# Héctor Milián
Héctor Milián, (nacido el 14 de mayo de 1968, Pinar del Río, Cuba) es un exdeportista cubano de lucha grecorromana, multicampeón mundial y oro en los Juegos Olímpicos de Barcelona 1992. 

## Biografía
Fue de 1990 a 1992 el dueño indiscutible de la división de 100 kilogramos en la lucha grecorromana. Apodado "El Rey" por ser  un especialista en lanzar suppleys (técnica de cinco puntos), y que aporta la máxima puntuación. Se retiró del deporte activo tras concluir los Juegos Olímpicos de Sídney 2000 disputados en Australia.

## Palmarés
Por sus notables resultados fue elegido el luchador del siglo XX en Cuba.
- Oro en los Juegos Olímpicos de Barcelona 1992 (100 kg)
- Oro en el Campeonato Mundial de Varna 1991 (100 kg)
- Plata en el Campeonato Mundial de Tampere 1994 (130 kg)
- Plata en el Campeonato Mundial de Praga 1995 (100 kg)
- Plata en el Campeonato Mundial de Atenas 1999 (130 kg)
- Bronce en el Campeonato Mundial de Polonia 1997 (130 kg)
- Oro en el Campeonato Mundial juvenil de Alemania 1986 (90 kg)
- Oro en la Copa del Mundo de Albany 1987 (90 kg)
- Oro en la Copa del Mundo de Atenas 1988 (90 kg)
- Oro en la Copa del Mundo de Noruega 1989 (90 kg)
- Oro en la Copa del Mundo de Suecia 1990 (100 kg)
- Oro en la Copa del Mundo de Francia 1992 (100 kg)
- Plata en la Copa del Mundo de Colorado Springs 1995 (130 kg)
- Plata en la Copa del Mundo de Colorado Springs 1996 (130 kg)
- Oro en los Juegos Panamericanos de Indianápolis 1987 (100 kg)
- Oro en los Juegos Panamericanos de La Habana 1991 (100 kg)
- Oro en los Juegos Panamericanos de Mar del Plata 1995 (130 kg)
- Oro en los Juegos Panamericanos de Winnipeg 1999 (130 kg)
- Oro en los Juegos Centroamericanos y del Caribe de Ponce 1993 (100 kg)
- Oro en los Juegos Centroamericanos y del Caribe de Maracaibo 1998 (130 kg)